# 阿格里伊鄉

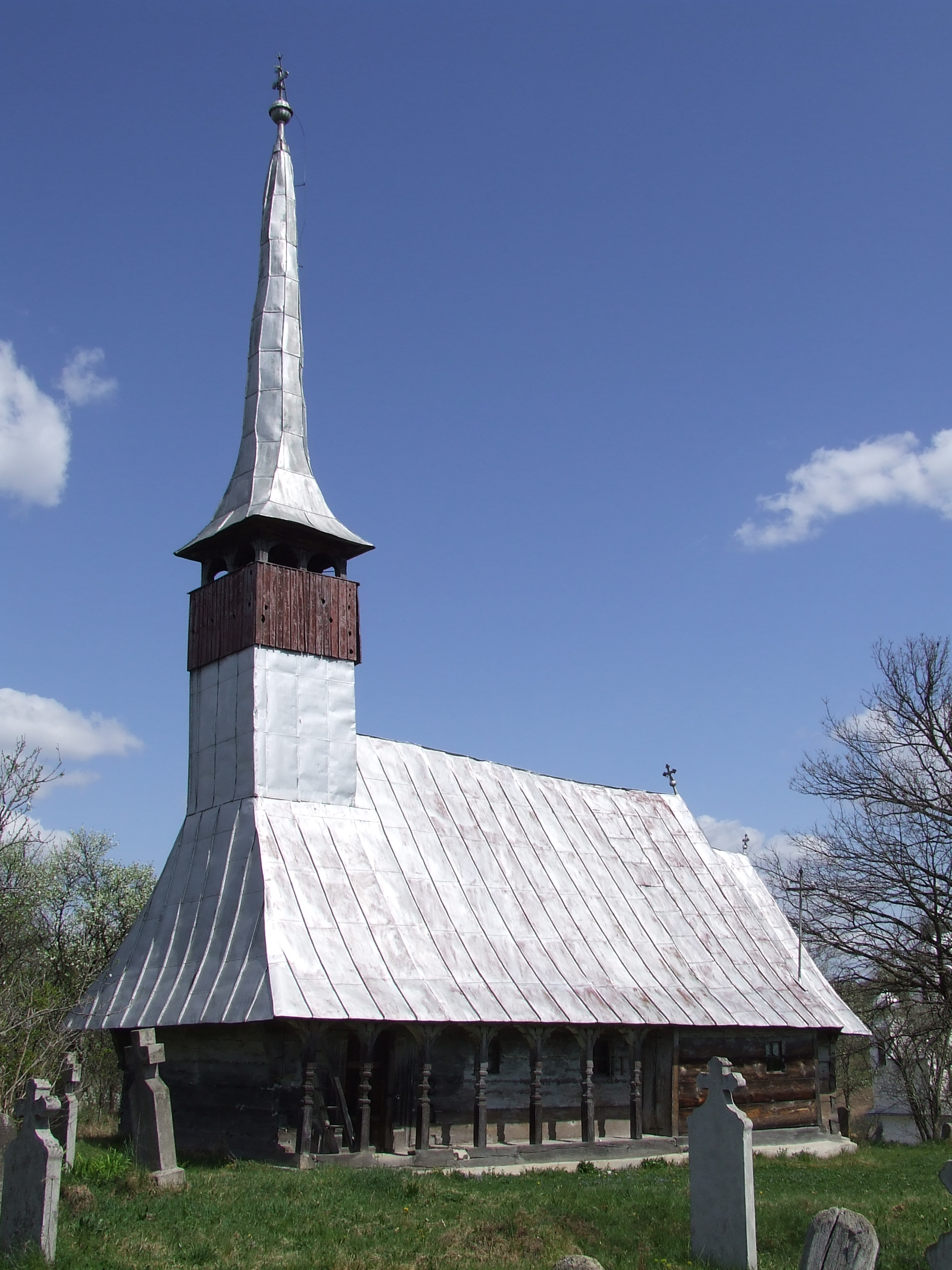

47°04′N 23°08′E / 47.067°N 23.133°E
阿格里伊鄉（羅馬尼亞語：Comuna Agrij, Sălaj），是羅馬尼亞的鄉份，位於該國西北部，由瑟拉日縣負責管轄，面積24平方公里，海拔高度303米，2007年人口1,410，人口密度每平方公里58人。